# Atentado de Ispáster
El atentado de Ispáster fue un ataque con armas de fuego y granadas realizado por la organización terrorista ETA militar el 1 de febrero de 1980, cerca de la localidad vasca de Ispáster, en España. El objetivo fue un convoy de guardias civiles que escoltaba a trabajadores y armas de la cercana fábrica de Esperanza y Cía. a Bilbao. Un total de seis guardias civiles fueron asesinados, entre ellos José Martínez Pérez, mientras que dos miembros de ETA murieron por granadas de mano que ellos mismos habían tirado. El ataque fue el más mortífero de 1980, el año en que ETA mató a más personas que cualquier otro.

## El ataque
El ataque ocurrió el viernes por la mañana. ETA tenía un informador infiltrado en la fábrica, Francisco Esquisabel Echevarría, que comunicaba los movimientos de material y personal. Ante la proximidad de unas pruebas de homologación de morteros de 81 y 60 mm en la playa de Laga, este infiltrado comunicó el día en que iban a realizarse y avisó de la salida y los componentes. El convoy se componía de cuatro vehículos, en el primero viajaban los técnicos de transporte, los dispositivos de mortero producidos por la fábrica iban en el tercero, y los vehículos segundo y cuarto eran dos Land Rover que llevaban a tres guardias civiles cada uno. Así pues, la emboscada se planificó en base a estas informaciones.
El convoy salió de la fábrica a las 07:30 horas, y aproximadamente a las 08:15, tuvo que reducir la velocidad en un tramo de la carretera, que presentaba numerosas curvas. Los miembros de ETA habían elegido un lugar cerca de una pequeña colina, donde estaban ocultos a la vista por una densa vegetación.
Después de permitir que el vehículo que transportaba a los obreros pasara, ETA lanzó una granada contra el segundo vehículo, provocando que se pegase a la orilla de la carretera y luego atacaron los vehículos de la Guardia Civil con rifles de asalto, ametralladoras y granadas, disparando más de 100 disparos. Con el fin de garantizar que no sobreviviese ningún Guardia Civil, los etarras se acercaron a los vehículos y lanzaron una granada de mano en el primer vehículo de la Guardia Civil. Al intentarlo con el segundo vehículo, dos miembros de ETA, Gregorio Olabarria Gorrotxategi Bengoa y Javier Argote, murieron al no poder alejarse antes de que las granadas explotaran. Uno de ellos fue encontrado a 6 km del ataque; al parecer, lo habían llevado hasta allí sus compañeros de "talde" o comando. A las 08:45 horas, un hombre se acercó a un bar cerca de la escena y solicitó asistencia médica.
A los controladores del tercer vehículo, que habían quedado atrapados entre los vehículos de la Guardia Civil, los miembros de ETA les permitieron salir en libertad y se les ordenó ir cuesta abajo, llegando finalmente a una carretera principal. ETA robó las armas que se hallaban en este vehículo.
Después de haber sido alertado por un residente local que había oído los disparos y las explosiones, la policía llegó al lugar a las 09:00 horas y encontró una gran cantidad de granadas, municiones de 9 milímetros y las armas de origen belga.

## Víctimas
- Alfredo Díez Marcos (24 años), natural de Fermoselle (Zamora)
- José Gómez Martiñán (24 años), nacido en Algeciras (Cádiz)
- José Gómez Trillo (30 años), de Chirivella (Valencia)
- Antonio Marín Gamero (27 años), natural de Oliva de la Frontera (Badajoz)
- José Martínez Pérez-Castillo (26 años), nacido en Oria (Almería)
- Victorino Villamor González (41 años), de Quecedo (Burgos)

Terroristas de ETA
- Gregorio Olabarria Gorrotxategi Bengoa , de durango.
- Javier Argote.

## Reacciones
El ataque tuvo lugar en momentos en que el traspaso de competencias al País Vasco era inminente, y las primeras elecciones al Parlamento Vasco estaban previstas para un mes más tarde. El ataque fue condenado por el Consejo General Vasco —organismo provisional precursor del Gobierno Vasco moderno— y la mayoría de los principales partidos de la región, como Partido Nacionalista Vasco (PNV), Partido Socialista Obrero Español (PSOE), Euskadiko Ezkerra (EE) y Unión de Centro Democrático (UCD).
Durante el funeral de uno de los miembros de ETA muertos en el ataque, el sacerdote Gregorio Olabarría condenó en su homilía la violencia de ETA, por lo que fue abucheado por algunos de los presentes y se gritaron consignas en apoyo del grupo como «Gora ETA!»
También hubo disturbios en el funeral de los seis guardias civiles. Los manifestantes insultaron a los ministros del Gobierno, que tuvieron que ser protegidos por un cordón policial. No se permitió la asistencia a los funerales a los representantes del PSE-PSOE, pero sí a los de la UCD y Alianza Popular; tampoco se permitió el acceso a los medios de comunicación.
Como consecuencia directa de este atentado, y ante el aumento de la escalada de violencia por parte de ETA —era la primera vez en su historia que se juntaban dos taldes o comandos para realizar un solo atentado, en este caso contra un grupo numeroso de guardias civiles— y la alarma social creada por esta escalada, se precipitó la formación —por entonces inconclusa y en período de enseñanza— de los primeros 500 miembros del Grupo Antiterrorista Rural (GAR) de la Guardia Civil, actualmente conocido como Grupo de Acción Rápida. El Curso de Adiestramientos Especiales en el que eran formados fue concluido precipitadamente, formándose a continuación las cuatro Compañías Territoriales del GAR (Guipúzcoa, Vizcaya, Álava y Navarra). Una vez que los agentes se integraron en ellas comenzaron a operar y prestar servicio activo en apoyo del resto de Unidades de la Guardia Civil del País Vasco en la lucha antiterrorista, y en el servicio específico de búsqueda de indicios de actividad terrorista de los Comandos Autónomos Anticapitalistas, ETA militar y ETA político-militar en el agreste terreno rural montañoso del País Vasco y Navarra, entre otras competencias.

## Las detenciones y procesos judiciales
El 25 de junio de 1982 seis personas comparecieron ante la Audiencia Nacional acusados de haber participado o colaborado en el ataque. Francisco Esquisavel y Ángel Recalde fueron acusados de participar directamente en la emboscada; Jesús Trocaola fue acusado de haber ocultado a dos miembros de ETA que habían tomado parte en el atentado; María Isabel Mendiola fue acusada de haber trasladado a uno de los terroristas; mientras que Juan Ramón Ibarlueca y Ana Guerenabarrena fueron acusados de haber limpiado las manchas de sangre de uno de los coches utilizados.
En 1984 Jaime Rementería Beotegui fue declarado culpable de participación en el atentado y condenado a seis penas de 19 años de prisión cada una, así como al pago de una multa de 60 millones de pesetas. Después de haber estado en prisión desde agosto de 1983, fue puesto en libertad en enero de 2004. Francisco Esquisavel también fue encontrado culpable y salió de prisión en 2002, tras cumplir 22 años de condena.
En 1999 el único caso pendiente se resolvió. José Luis Ansola Larrañaga (Peio el Viejo) fue absuelto de haber participado en el ataque por falta de pruebas; a pesar de que el fiscal jefe Eduardo Fungairiño y la Asociación de Víctimas del Terrorismo habían alegado infructuosamente que Ansola había sido el que dio la orden de la operación, solicitando 174 años de cárcel para él.